# 上官河
上官河，位于中華人民共和國江苏省，是里下河水网南部的一条南北向河道，南起江苏省兴化市卤汀河（昭阳镇），向北注入兴化市兴盐界河（古殿保）。全长28.6公里。河道功能为排涝、供水、饮用水水源地、航运，河道等级为3。